# Prosaptia nutans
Prosaptia nutans är en stensöteväxtart som beskrevs av Georg Heinrich Mettenius. Prosaptia nutans ingår i släktet Prosaptia och familjen Polypodiaceae. Inga underarter finns listade.